# Préda Tibor
Préda Tibor (Kolozsvár, 1925. július 5. – Budapest, 2006. július 6.) Balázs Béla-díjas magyar filmrendező.

## Életpályája
Szülei: Préda Beniamin és Pogonyi Mária voltak. 1945-1949 között a Színház- és Filmművészeti Főiskola hallgatója volt. 1949-1955 között a Híradó és Dokumentumfilmgyárban rendezett. 1955-1964 között a Budapest Filmstúdió rendezője volt. 1964-től a Mafilm rendezőjeként dolgozott. 1969-1986 között a párizsi Nemzetközi Tudományos Filmszervezet (AICS) vezetőségi tagja volt. 1971-1981 között a Film- és Tv-művészek Szövetségének elnökségének tagja, valamint a Magyar Tudományos Médiaműhely vezetőségi tagja volt. 1978-1984 között a televízióban is rendezett.

## Magánélete
1951-ben házasságot kötött Hahn Juliannával. Egy fiuk született: Tibor (1953).

## Filmjei
- Idejében (1956)
- Hangszerek – hangszínek (1957)
- Az első kanáltól az önálló evésig (1957)
- Félelem (1960)
- Tevékeny élet (1960)
- Az ő érdekében… (1961)
- Hullámok világa (1961)
- Gyermeköltöztető (1962)
- Szóról szóra (1962)
- Mesélnek a gyermekek (1966)
- A szó varázsa (1968)
- Séta (1970)
- A nehezebb út, Játszókertek... (1971)
- A rokokó Sixtus-kápolnája (1972)
- A mozgás (1976)
- Királyok hangszere (1981)
- Mindez grafika (1985)
- Virágim, virágim (1987)
- Az első negyven év (1988)
- Zalaudvarnoktól Liczkóvadamosig (1990)
- A vasfüggöny megszüntetése (1991)
- Ahogy ők látták (1993)
- Az igazak örökké élnek (1993)
- “Kigondolva lőn...” (1995)
- Jedlik Ányos emlékezete (1996)

Filmsorozat nagy magyar tudósokról (Eötvös Loránd, Jedlik Ányos, Bánki Donát, Kandó Kálmán, Puskás Tivadar, Csonka János).